# T-34-85
T-34-85(러시아어: T-34-85)는 제2차 세계 대전 당시 85mm를 포를 채택한 T-34의 마지막 개량형 전차로, 1944년 1월 23일 명령 제5021호를 통해 붉은 군대에 정식으로 도입되었다. 전차의 차체는 1942년판 T-34에서 유래했다. T-34-57이나 T-34-76과 비교했을 때,  T-34-85는 85mm 대전차포 탑재와 전반적인 구조 개선을 통해 전투 능력이 향상되었다. T-34-85의 방호를 강화한 새로운 포탑은 실험용 전차였던 T-43와 유사했다. 승무원은 총 5명으로, 이들에 대한 안전 역시 확보되었고 승무원 방호도 개선되었다. T-34-85는 속도, 조종 능력, 험지 주파력 등 기동성이 크게 향샹되었다. 
1944년 봄과 여름, 85mm 포에 대한 시험이 진행되었다. 시험 결과를 통해 안정기를 달고 여러 개선 작업을 거친 뒤 85mm 대전차포가 T-34-85의 주포로 선정되었다. 엔진 역시 기존 T-34의 엔진을 개조한 24 V DC 모터 엔진을 장착하였으며 3단계 그리드 발전기를 통해 엔진 출력을 높였다. 주포와 엔진을 제외하면, 서스펜션과 부무장은 기존 T-34와 동일하게 크리스티 서스펜션과 덱탸료프 보병기관총이었다. 1944년에는 OTA-41 화염방사기와 OTA-42 화염방사기를 장착한 OT-34-85를 제작하기도 했다.
T-34-57이나 T-34-76과 비교했을 때 T-34-85의 장갑이 조금 두꺼워지기는 했지만, 독일 국방군의 중전차와 비교했을 때 T-34-85는 여전히 적을 상대로 기동 측면에서 우위를 점했다. 전투차량으로서, T-34-85는 독소전쟁 말기에 중요성을 띄게 된 순항전차의 전술적/기술적 요구를 따르는 전차이자, 이전이 소련 당국이 전차 생산을 하면서 발생했던 구조 문제와 기술 문제를 모두 해결한 전차였다. 
소련 이외의 지역에서도 라이선스를 통해 T-34-85를 제조했다. 체코슬로바키아의 경우 1952년부터 1958년까지, 폴란드의 경우 1953년부터 1955년까지 3,185대의 라이선스 차량을 생산했다. 소련과 폴란드에서 생산된 T-34-85 전차의 대수를 포함하여 총 30,500대의 T-34-85가 생산되었으며, 이는 이전 버전인 T-34-76의 총 생산 대수 65,800대를 이어 두 번째로 생산량이 많은 T-34 계열형 전차였다.
제2차 세계 대전 이후 1950년대 새롭게 중형전차인 T-54가 대량생산되어 T-34-85를 대체할 때까지 T-34-85는 소련의 주력전차였다. T-34-85는 1993년 러시아 육군에서 공식적으로 퇴역했다. T-34-85는 제2차 세계 대전 후 아시아와 유럽, 아프리카의 여러 국가에 제공되었으며 중화인민공화국, 베트남, 조선민주주의인민공화국, 앙골라 등 공산권과 제3세계 일부 국가에서는 T-34-85가 여전히 일선에서 운용되었다. T-34-85는 6.25 전쟁, 베트남 전쟁, 6일 전쟁과 같은 여러 분쟁에 참여했으며, 21세기에도 예멘, 쿠바, 콩고 공화국, 기니비사우 같은 일부 지역에서 운용하고 있다.

## 개량형
- 1943년형: 1944년 1월부터 3월까지 양산된 D-5T 85 mm 포를 탑재한 파생형.
- 1944년형: 1944년 3월부터 그 해 말까지 양산되었으며, 더 간단해진 ZiS-S-53 85 mm 포를 탑재했고, 차체에서 포탑으로 무전 장치가 이동했다. 포탑 자체의 배치도 훨씬 나아졌으며, 포수에게도 더 나은 시선을 제공했다.
- 1945년형: 1944년부터 1945년까지 양산되었으며, 전동 포탑 전환 모터가 탑재되었고 전차장의 큐폴라가 더 커졌다.
- 1946년형: V-2-34M 엔진과 새로운 차륜, 그리고 기타 세부 사항들이 변경된 파생형.
- 1960년형: 새로운 V-2-3411 엔진과 기타 현대화 장비가 탑재된 파생형이다.
- 1969년형 (T-34-85M): 야간 주행 장비와 추가 연료, 그리고 기타 현대화 장비가 도입된 또 다른 파생형이다.